# Dale Ahlquist
Dale Ahlquist (Saint Paul, 14 giugno 1958) è uno scrittore e conferenziere statunitense.
Autore di più di quindici libri, è presidente e cofondatore della Società Chestertoniana Statunitense.
Conferenziere di caratura internazionale, ha tenuto oltre seicento lezioni per importanti università e istituzioni tra cui le università di Yale, Columbia, Cornell, Notre Dame, Oxford, Berkeley, CalTech, Penn, il Forum vaticano a Roma e la Camera dei lord a Londra.

## Società Chestertoniana Statunitense
Ahlquist è il fondatore e attuale presidente della Società Chestertoniana Statunitense (in inglese American Chesterton Society, in sigla ACS), il cui scopo è divulgare l'opera di Gilbert Keith Chesterton, uno dei più produttivi scrittori inglesi del XX secolo.
La società, fondata nel 1996, possiede una divisione editoriale, la ACS Books, che si occupa di pubblicare approfondimenti legati alle opere e alla personalità di Chesterton.